# 설국열차 (드라마)
《설국열차》(영어: Snowpiercer)는 TBS와 넷플릭스(미국, 중국 외 지역)에서 2020년 5월부터 2024년 9월까지 방영된 미국의 디스토피아 스릴러 드라마이다. 봉준호 감독의 영화 《설국열차》와 그 원작인 만화 《설국열차》를 바탕으로 하며, 원작의 설정을 기반으로 펼쳐지는 새로운 이야기이다. 원작 영화의 봉준호 감독과 박찬욱, 이태호, 최두호 프로듀서, 스콧 데릭슨, 조시 프리드먼 등이 제작에 참여한다. 배우로는 제니퍼 코널리, 더비드 디그스, 미키 섬너, 수전 박, 애널리스 배소, 리나 홀 등이 출연한다. 미국에서는 TBS 채널에서, 미국 외 국가에서는 넷플릭스에서 공개된다.
미국에서는 2020년 5월 17일부터 TBS를 통해, 대한민국에서는 2020년 5월 25일부터 넷플릭스를 통해 방영되었다.

## 시놉시스
기상 이변으로 모든 것이 꽁꽁 얼어붙은 7년 후 지구, 살아남은 사람들을 태운 기차 한 대가 끝없이 궤도를 달리는 가운데 벌어지는 이야기.

## 출연진
| - 더비드 디그스 - 레이턴 웰 - 제니퍼 코널리 - 멜러니 캐빌 - 미키 섬너 - 베스 틸 - 애널리스 배소 - LJ 앤더슨 - 사샤 프롤로바 - 픽시 아리아크 - 앨리슨 라이트 - 릴라 앤더슨 - 벤저민 헤이그 - 퍼거스 매코널 - 로베르토 우르비나 - 아비 - 케이티 맥기니스 - 조시 매코널 - 수전 박 - 진주 - 리나 홀 - 사요리 - 실라 밴드 - 자라 - 샘 오토 - 존 오즈와일러 - 이도 골드버그 - 베넷 - 제일린 플레처 - 마일스 - 로언 블랜처드 - 알렉산드라 - 스티븐 오그 - 파이크 - 숀 빈 | - 티머시 V. 머피 - 그레이 사령관 - 해피 앤더슨 - 클림트 - 조너선 로이드 워커 - 빅 존 - 알렉스 파우노비치 - 보얀 보스코비치 - 숀 토브 - 테런스 - 케리 오맬리 - 릴라 폴저 - 에런 글리네인 - 마지막 호주 사람 - 피오나 브룸 - 미스 길리스 - 첼시 해리스 - 사이크스 - 톰 리핀스키 - 케빈 - 사키나 재프리 - 미즈 헤드우드 - 데이미언 영 - 미스터 헤드우드 | - 마노지 수드 - 라지브 샤르마 - 미셸 이사 루비오 - 미란다 에드워즈 - 벤저민 찰스 왓슨 |

## 에피소드 목록

### 시즌 1
| 회차 | 제목                                                      | 감독        | 각본                           | 방송날짜        |
| ---- | --------------------------------------------------------- | ----------- | ------------------------------ | --------------- |
| 1    | "날씨가 바뀌기 시작했다" "First, the Weather Changed"     | 제임스 호스 | 그레임 맨슨, 조시 프리드먼     | 2020년 5월 17일 |
| 2    | "충격에 대비하라" "Prepare to Brace"                      | 샘 밀러     | 도널드 조                      | 2020년 5월 24일 |
| 3    | "접근성이 힘이다" "Access Is Power"                       | 공석        | 리지 미커리                    | 2020년 5월 31일 |
| 4    | "창조주가 사라져도" "Without Their Maker"                 | 알 수 없음  | 하이럼 마티네즈                | 2020년 6월 7일  |
| 5    | "열차에 정의는 없었다" "Justice Never Boarded"            | 알 수 없음  | 치나카 호지                    | 2020년 6월 14일 |
| 6    | "주변을 살펴라" "Trouble Comes Sideways"                  | 알 수 없음  | 오브리 넬슨, 티나 데라토레     | 2020년 6월 21일 |
| 7    | "세계는 우리에게 관심 없다" "The Universe Is Indifferent" | 알 수 없음  | 도널드 조                      | 2020년 6월 28일 |
| 8    | "이것은 그분의 혁명" "These Are His Revolutions"          | 알 수 없음  | 티나 데라토레, 하이럼 마티네즈 | 2020년 7월 5일  |
| 9    | "열차는 피를 원했다" "The Train Demanded Blood"           | 알 수 없음  | 오브리 넬슨                    | 2020년 7월 12일 |
| 10   | "994칸에 걸쳐" "994 Cars Long"                            | 알 수 없음  | 그레임 맨슨                    | 2020년 7월 19일 |